# Jujutsu Kaisen
Jujutsu Kaisen (jap. 呪術廻戦) – manga autorstwa Gege Akutami, publikowana w magazynie „Shūkan Shōnen Jump” wydawnictwa Shūeisha od marca 2018 do września 2024. Rozdziały mangi zostały zebrane w 30 tomach.
Na podstawie mangi powstał 24-odcinkowy telewizyjny serial anime wyprodukowany przez studio MAPPA, który emitowano od października 2020 do marca 2021. Drugi sezon był emitowany od lipca do grudnia 2023. Zapowiedziano powstanie sequela.
W Polsce prawa do dystrybucji mangi nabyło wydawnictwo Waneko, natomiast premiera miała miejsce 5 maja 2021.

## Oprawa serii
W Jujutsu Kaisen wszystkie żywe istoty emanują Przeklętą Energią (jap. 呪力 Juryoku), która powstaje z negatywnych emocji, które naturalnie przepływają przez ciało. Normalni ludzie nie mogą kontrolować tego przepływu w swoich ciałach, w rezultacie czego nieustannie tracą Przeklętą Energię, powodując narodziny Klątw (jap. 呪い Noroi).
Zaklinacze Jujutsu (jap. 呪術師 Jujutsu-shi; dosł. „Mistrzowie Przeklętej Techniki” lub „Szamani”) to ludzie, którzy kontrolują przepływ Przeklętej Energii w swoich ciałach, pozwalając im używać według swojego uznania oraz zmniejszać jej uwalnianie. Wysoko postawieni Zaklinacze i postawione Klątwy mogą udoskonalać tę energię i używać jej do wykonywania Technik Jujutsu (jap. 呪術式 Jujutsu-shiki), unikatowych dla użytkownika lub jego rodziny. Jej zaawansowaną forma jest Rozszerzenie Domeny (jap. 領域展開 Ryōiki tenkai), które pozwala użytkownikowi używać swojej Przeklętej Energii, aby zbudować kieszonkowy wymiar obejmujący otaczający obszar, w którym wszystkie ataki będą silniejsze.

## Fabuła
Yūji Itadori jest nienaturalnie sprawnym uczniem liceum mieszkającym ze swoim dziadkiem w Sendai. Zamiast udzielać się w klubie sportowym, decyduje się dołączyć do Klubu Okultystycznego i codziennie odwiedza w szpitalu swojego umierającego dziadka, który przed swoją śmiercią przekazuje wnukowi dwa przesłania: „zawsze pomagaj ludziom” i „umieraj w otoczeniu ludzi”, które najwyraźniej wynikają z żalu jego dziadka. Po jego śmierci, Yūji interpretuje te przesłania jednym stwierdzeniem: „każdy zasługuje na właściwą śmierć”.
Następnie Yūji wdaje się w konfrontację z Megumi Fushiguro, zaklinaczem, który informuje go o tym, że w jego szkole znajduje się wysokiej rangi Przeklęty Przedmiot, z którym niedawno nawiązał kontakt. Jego przyjaciele z Klubu Okultystycznego odpieczętowali Przeklęty Przedmiot w kształcie gnijącego palca, który przyciągał do szkoły Klątwy, stworzenia które powstają w wyniku negatywnych emocji i są wzmacniane przez konsumowanie nadludzkich mocy obecnych w zaklinaczach lub takich zaklęciach. Niezdolny do pokonania Klątw z powodu braku magicznych mocy, Yūji połyka palec, by chronić Megumiego i swoich przyjaciół, stając się gospodarzem Sukuny, potężnej Klątwy. Z powodu jej złej natury, wszyscy zaklinacze są zobowiązani do natychmiastowego zabicia Yūjiego. Jednakże pomimo opętania, Yūji nadal jest w stanie zapanować nad swoim ciałem. Po tym fakcie Satoru Gojo, nauczyciel Megumiego, postanawia zabrać go do Technikum Jujutsu w Tokio, aby zaproponować swoim przełożonym plan: odłożyć wyrok śmierci Yūji, dopóki nie pożre wszystkich palców Sukuny, pozwalając im raz na zawsze go zabić.

## Bohaterowie

### Technikum Jujutsu w Tokio (TJT)

#### Uczniowie
- Yūji Itadori (jap. 虎杖 悠仁 Itadori Yūji)

Seiyū: Jun'ya Enoki 
- Megumi Fushiguro (jap. 伏黒 恵 Fushiguro Megumi)

Seiyū: Yuma Uchida 
- Nobara Kugisaki (jap. 釘崎 野薔薇 Kugisaki Nobara)

Seiyū: Asami Seto 
- Maki Zen'in (jap. 禪院 真希 Zen’in Maki)

Seiyū: Mikako Komatsu 
- Toge Inumaki (jap. 狗巻 棘 Inumaki Toge)

Seiyū: Kōki Uchiyama 
- Panda (jap. パンダ)

Seiyū: Tomokazu Seki 
- Yūta Okkotsu (jap. 乙骨 憂太 Okkotsu Yūta)

Seiyū: brak 

#### Wydział i pracownicy
- Satoru Gojō (jap. 五条 悟 Gojō Satoru)

Seiyū: Yūichi Nakamura 
- Kento Nanami (jap. 七海 建人 Nanami Kento)

Seiyū: Kenjirō Tsuda 
- Kiyotaka Ijichi (jap. 伊地知 潔高 Ijichi Kiyotaka)

Seiyū: Mitsuo Iwata 
- Shoko Ieiri (jap. 家入 硝子 Ieiri Shoko)

Seiyū: Aya Endō 
- Masamichi Yaga (jap. 夜蛾 正道 Yaga Masamichi)

Seiyū: Takaya Kuroda 

### Technikum Jujutsu w Kioto (TJK)

#### Uczniowie
- Aoi Tōdō (jap. 東堂 葵 Tōdō Aoi)

Seiyū: Subaru Kimura 
- Mai Zen'in (jap. 禪院 真依 Zen’in Mai)

Seiyū: Marina Inoue 
- Kasumi Miwa (jap. 三輪 霞 Miwa Kasumi)

Seiyū: Chinatsu Akasaki 
- Kōkichi Muta (jap. 与 幸吉 Muta Kōkichi)

Seiyū: Yoshitsugu Matsuoka 
- Momo Nishimiya (jap. 西宮 桃 Nishimiya Momo)

Seiyū: Rie Kugimiya 
- Noritoshi Kamo (jap. 加茂 憲紀 Kamo Noritoshi)

Seiyū: Satoshi Hino 

#### Wydział i pracownicy
- Yoshinobu Gakuganji (jap. 楽巌寺 嘉伸 Gakuganji Yoshinobu)

Seiyū: Mugihito 
- Utahime Iori (jap. 庵 歌姫 Iori Utahime)

Seiyū: Yōko Hikasa 

### Inni zaklinacze Jujutsu
- Mei Mei (jap. 冥冥)

Seiyū: Kotono Mitsuishi 
- Naobito Zen'in (jap. 禪院 直毘人 Zen’in Naobito)

Seiyū: Jōji Nakata 

### Klątwy
- Ryōmen Sukuna (jap. 両面宿儺)

Seiyū: Junichi Suwabe 
- Mahito (jap. 真人 Mahito)

Seiyū: Nobunaga Shimazaki 
- Hanami (jap. 花御)

Seiyū: Atsuko Tanaka 
- Jōgo (jap. 漏瑚)

Seiyū: Shigeru Chiba 

### Klątwiarze
- Suguru Getō (jap. 夏油 傑 Getō Suguru)

Seiyū: Takahiro Sakurai 

### Pozostali bohaterowie
- Junpei Yoshino (jap. 吉野 順平 Yoshino Junpei)

Seiyū: Yoshitaka Yamaya 

## Manga
Pierwszy rozdział ukazał się w magazynie „Shūkan Shōnen Jump” 5 marca 2018 (numer 14/2018). Następnie wydawnictwo Shūeisha rozpoczęło zbieranie pojedynczych rozdziałów do wersji tankōbon, której pierwszy tom został wydany 4 lipca tego samego roku. Ostatni, 30 tom, wydano 25 grudnia 2024.
10 czerwca 2021 redakcja magazynu „Shūkan Shōnen Jump” ogłosiła, że począwszy od 21 czerwca publikacja mangi zostanie tymczasowo zawieszona ze względu na zły stan zdrowia autora. Natomiast 15 lipca podano do wiadomości, że publikacja zostanie wznowiona wraz z publikacją kolejnego, 153. rozdziału mangi w numerze 35/2021, który został wydany 2 sierpnia. 
Ostatni rozdział mangi ukazał się 30 września 2024.
29 stycznia 2021 podano do wiadomości, że wydawnictwo Waneko nabyło prawa do dystrybucji mangi w Polsce, natomiast premiera pierwszego tomu miała miejsce 5 maja.

## Light novel
Na podstawie mangi powstały dwie light novel autorstwa Ballada Kitakuniego, które wydane zostały nakładem wydawnictwa Shūeisha pod imprintem Jump J-Books. Pierwsza z nich, zatytułowana Jujutsu Kaisen: Odchodzace lato, powracająca jesień (jap. 呪術廻戦　逝く夏と還る秋 Jujutsu kaisen: Iku natsu to kaeru aki) ukazała się w sprzedaży 1 maja 2019, druga zaś, pod tytułem Jujutsu Kaisen: Ciernista droga o świcie (jap. 呪術廻戦　夜明けのいばら道 Jujutsu kaisen: Yoake no ibara michi) – 4 stycznia 2020. Polski przekład obu książek ukazał się nakładem wydawnictwa Waneko.

## Anime
Adaptacja mangi w formie telewizyjnego serialu anime zapowiedziana została w numerze 52/2019 magazynu „Shūkan Shōnen Jump” wydanym 25 listopada 2019. Podczas festiwalu Jump Festa ’20 zostało zorganizowane spotkanie, podczas którego przedstawiono nazwiska aktorów, którzy podkładać będą głosy głównych boahterów w anime: Jun’ya Enoki, Yuma Uchida oraz Asami Seto. Podczas spotkania udział wziął również autor mangi, Gege Akutami. 20 maja 2020 ujawniono, że za reżyserię odpowiada Park Sung-hoo, scenariusz – Hiroshi Seko, projekty postaci – Tadashi Hiramatsu, muzykę – Hiroaki Tsutsumi, Yoshimasa Terui oraz Arisa Okehazama, natomiast za produkcję wykonawczą – studio MAPPA. Ponadto podano do informacji, że premiera odbędzie się w październiku na antenach MBS i TBS w paśmie Super Animeism, kolejne odcinki będą zaś emitowane w każdy piątek o 25:25 (czasu japońskiego JST). Data premiery została doprecyzowana na 2 października, o czym poinformowano 4 września wraz z publikacją drugiego zwiastuna anime w serwisie YouTube. 2 października 2020 za pośrednictwem strony internetowej anime ogłoszono, że składać się będzie łącznie z 24 odcinków, które skompilowane zostały do ośmiu wydań na Blu-ray i DVD. Ostatni odcinek został wyemitowany 26 marca o 25:40, 15 minut później niż poprzednie odcinki. W Polsce serial był emitowany od 6 czerwca do 11 lipca 2024 na antenie Canal+ Seriale, a od 31 marca 2025 jest także nadawany na kanale Polsat Games. Seria jest również dostępna za pośrednictwem platformy Canal+ online.
12 lutego 2022 podano do wiadomości, że anime otrzyma drugi sezon. Shōta Goshozono zastąpił Parka Sung-hoo na stanowisku reżysera, a Sayaka Koiso i Hiramatsu zaprojektowali postacie. Emisja rozpoczęła się 6 lipca i zakończyła 28 grudnia 2023.
Wraz z zakończeniem drugiego sezonu zapowiedziano powstanie sequela.

### Ścieżka dźwiękowa
| Odcinki        | Tytuł                                | Wykonawca       | Źródło   |
| Czołówka       | Czołówka                             | Czołówka        | Czołówka |
| -------------- | ------------------------------------ | --------------- | -------- |
| 1–13           | „Kaikai kitan” (jap. 廻廻奇譚)       | Eve             | [ 35 ]   |
| 14–24          | „VIVID VICE”                         | Who-ya Extended | [ 36 ]   |
| Napisy końcowe |                                      |                 |          |
| 1–13           | „Lost in Paradise” (z udziałem AKLO) | ALI             | [ 35 ]   |
| 14–24          | „give it back”                       | Cö Shu Nie      | [ 36 ]   |

## Odbiór

### Sprzedaż
W grudniu 2018 nakład serii wynosił 600 000 egzemplarzy, w listopadzie 2019 – 2,5 miliona, a w grudniu 2020 – 15 milionów. 13 stycznia 2021 liczba sprzedanych egzemplarzy wynosiła już 20 milionów, natomiast 26 stycznia – 25 milionów. Powodem gwałtownego wzrostu liczby sprzedanych sztuk była emisja telewizyjnego serialu anime, co spowodowała, że tylko pomiędzy październikiem 2020 a styczniem 2021 zanotowano sprzedaż 15 milionów. 30 maja podano do wiadomości, że nakład serii osiągnął 50 milionów egzemplarzy, natomiast 28 listopada – 60 milionów (wg stanu na 25 grudnia).
W okresie 11–17 stycznia 2021, 15 tomów (w tym Jujutsu Kaisen 0) mangi zajęło 15 z 16 najlepszych miejsc w cotygodniowym rankingu mang serwisu Oricon.

### Opinie i krytyka

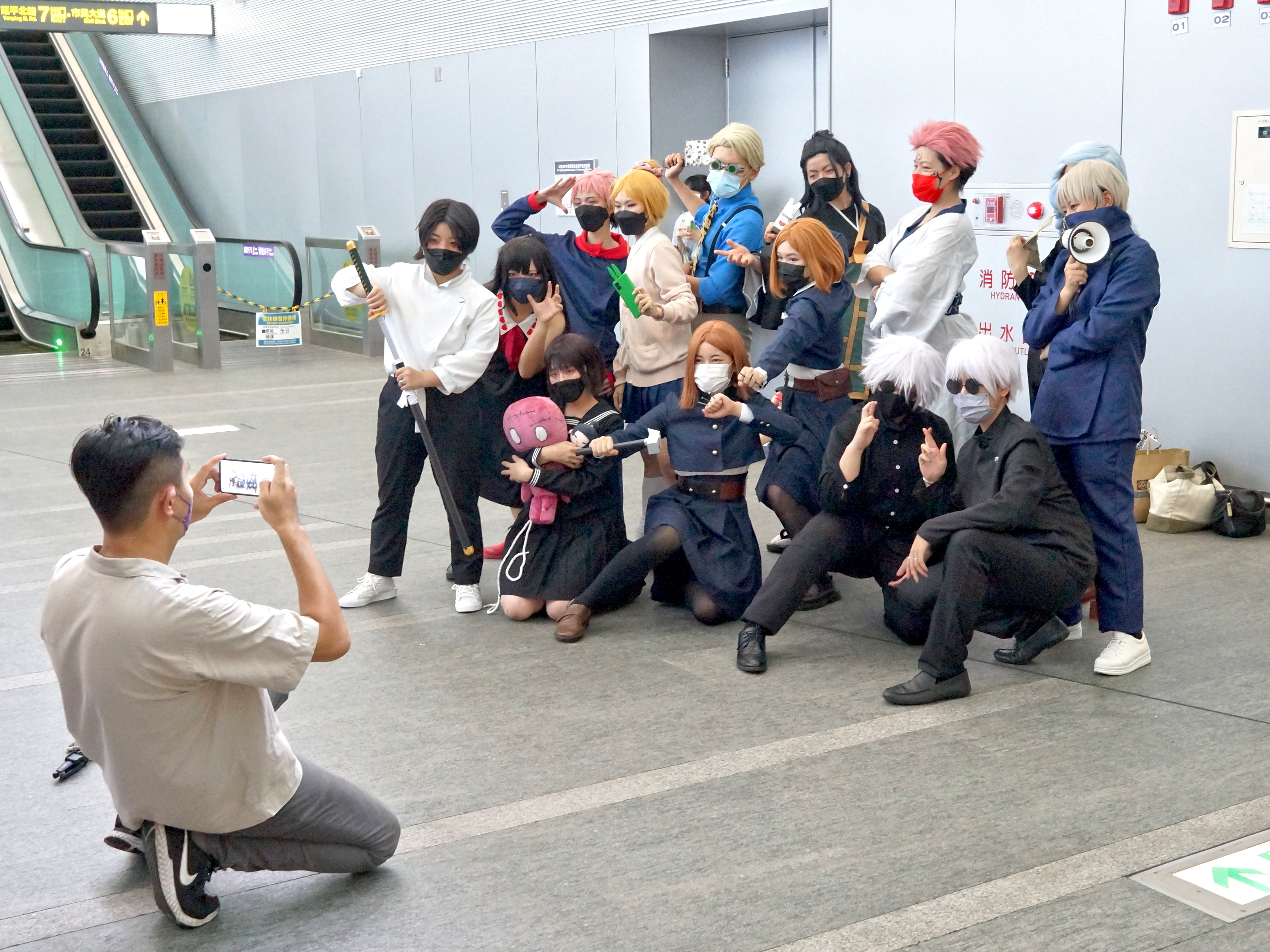
Cosplayerzy postaci z serii

Leroy Douresseaux z portalu Comic Book Bin przyznał pierwszemu tomowi ocenę 8,5 na 10. Recenzent pochwalił serię za postacie, fabułę, scenerię i wewnętrzną mitologię, a także opisał jako „połączenie mangi bitewnej i komiksu grozy”. Shawn Hacaga pisząc recenzję pierwszego tomu dla serwisu The Fandom Post porównał serię Bleach, a także pochwalił za elementy świata, wiedzę, postacie i grafikę, stwierdzając, że jest to „solidny pierwszy tom”.
Z kolei Hannah Collins z portalu Comic Book Resources znalazła podobieństwa między Yūjim i Sukuną oraz postaciami z komiksów Marvela: Eddiem Brockiem i Venomem, a także do serii Bleach, Ao no Exorcist i Tokyo Ghoul. Ponadto recenzentka pochwaliła mangę i biorąc pod uwagę niedawno ogłoszoną adaptację anime stwierdziła, że Jujutsu Kaisen to „mrocznie przyjemna seria akcji, na którą z pewnością trzeba będzie uważać w 2020 roku”.
Natomiast Rebecca Silverman pisząc recenzję dla Anime News Network wystawiła pierwszemu tomowi ocenę C. Silverman pochwaliła wykorzystanie przez serię japońskiego folkloru i elementów yōkai, porównując to i styl artystyczny Akutamiego z GeGeGe no Kitarō Shigeru Mizukiego, ale skrytykowała tę historię za „bardzo ogólną”. Zakończyła; „Potencjalnie może być bardziej, gdy Akutami czuje się bardziej komfortowo z procesem serializacji i dokładnie orientuje się, dokąd zmierza historia, więc dla pewności może być warta przeczytania drugiej książki. Ale teraz jest po prostu w porządku, to rodzaj serialu, który jest przeklęty przez słabe pochwały”.

### Nagrody i wyróżnienia
| Rok  | Ceremonia                                 | Kategoria    | Rezultat    | Źródło        |
| ---- | ----------------------------------------- | ------------ | ----------- | ------------- |
| 2018 | Tsugi ni kuru manga                       | druk         | 6. miejsce  | [ 51 ]        |
| 2018 | Zenkoku shoten’in ga eranda osusume Comic | manga        | 1. miejsce  | [ 52 ]        |
| 2019 | Tsutaya Comic Awards                      | manga        | Wygrana     | [ 53 ]        |
| 2019 | Nagroda Shōgakukan Manga                  | shōnen-manga | Nominacja   | [ 54 ]        |
| 2020 | Mandō Kobayashi Manga Grand Prix          | manga        | Wygrana     | [ 55 ]        |
| 2021 | Book of the Year                          | manga        | 31. miejsce | [ 56 ]        |
| 2021 | Manga Sōsenkyo                            | manga        | 19. miejsce | [ 57 ] [ 58 ] |
| 2021 | Crunchyroll Anime Awards                  | anime        | Wygrana     | [ 59 ]        |
| 2021 | Nagroda Kulturalna im. Osamu Tezuki       | manga        | Nominacja   | [ 60 ]        |